# کبوتردریایی پاصورتی
کبوتردریایی پاصورتی (نام علمی: Puffinus creatopus) نام یک گونه از سرده کبوتردریایی‌های آب‌شکاف است.